# Marcus Törnstrand
Marcus Törnstrand, född 10 januari 1990 i Stockholm, är en svensk fotbollsspelare (mittback) som spelar för Nacka FC.

## Klubbkarriär
Törnstrand kom till Hammarby från IF Brommapojkarna 2008. Under våren 2008 spelade han i Hammarby TFF men på grund av skadeproblem i backlinjen så kallades han upp i A-laget och gjorde sju matcher under hösten. 2009 spelade Törnstrand bara en match, i derbyt mot AIK. Samma år var han även med om att spela upp Hammarby TFF till Division 1. Efter säsongen 2012 valde Hammarby att inte förlänga Törnstrands kontrakt.
Den 26 februari 2013 skrev han på ett korttidskontrakt fram till 31 maj samma år med den skotska klubben Dundee United.
I juni 2013 skrev Törnstrand på för Östersunds FK. I juni 2014 blev det klart att Törnstrand fick lämna ÖFK då klubben ej valt att förlänga hans kontrakt. I juli 2014 skrev han på för division 4-klubben Assyriska United. Säsongen 2015 spelade Törnstrand för Newroz FC i Division 4.
I november 2015 värvades Törnstrand av division 3-klubben Järna SK. Efter ett halvår i klubben återvände han till Newroz FC. Törnstrand spelade nio matcher för klubben i Division 4 2016.
Inför säsongen 2020 gick Törnstrand till FC Nacka Iliria (senare Nacka FC). Han spelade 11 matcher och gjorde fyra mål i Division 4 under säsongen 2020 som slutade med uppflyttning för klubben. Följande säsong spelade Törnstrand 20 matcher och gjorde tre mål i division 3. Säsongen 2022 spelade han 19 matcher och hjälpte klubben bli uppflyttad till division 2.